# یاغی‌ها (فیلم)
یاغی‌ها (رومانیایی: Haiducii) فیلمی رومانیایی به کارگردانی دینو کوچئا است که در سال ۱۹۶۶ منتشر شد.

## گزیدهٔ بازیگران
- یون بسویو
- مارگا باربو
- آمزا پلئا
- توما کارجیو
- فوری اترله
- یون فینتشتئانو
- الکساندرو جوگارو
- مارین مورارو
- ژان کنستانتین
- کولئا رائوتو
- نوکو پائونسکو
- ارنست مافتی
- دراگا اولتانو ماتئی
- اشتفان بانیکا
- آیمئی یاکوبسکو